# Iker Lastra Noriega
Iker Lastra Noriega (Bilbao, Biscaia, 24 de desembre de 1976) és un actor basc, conegut per les sèries Herederos, on interpretava a Nino, o Sin tetas no hay paraíso, on interpretava a Vergara.

## Filmografia

### Sèries de televisió
- Médicos, Línea de Vida (2019)
- La que se avecina (2016)
- Sin tetas no hay paraíso (2009) .... Jorge Bergara
- Los misterios de Laura (2009) .... Rubén (un capítol)
- Herederos (2007-2009) .... Nino
- Esto no es serio, ¿o sí? (2007) .... Diversos personatges
- Mesa para 5 (2006)
- Amar en tiempos revueltos (2006) .... Damián
- Con dos tacones (2006)
- Agitación + IVA (2005) .... Diversos personatges
- A tortas con la vida (2005)
- De moda (2004-2005) .... Hugo
- Hospital Central (2004) .... David (un capítol)

### Pel·lícules
- Luz de domingo, de José Luis Garci (2007) .... Leto
- V.O., d'Antonia San Juan
- Mujer ante el espejo, de Víctor Moreno
- La boda, de Ramón Barea

### Teatre
- Sed, dirigida per Joaquín Perles i Mónica Yuste
- Historias mínimas, dirigida per Felipe Loza
- Mi niño Schubert, dirigida per Felipe Loza
- Testigo de cargo, dirigida per Javier Elorrieta